# Congo (fiume)
Il Congo è un fiume di 4 374 km dell'Africa equatoriale, il secondo più lungo del continente dopo il Nilo,  il secondo al mondo per portata d'acqua (massimo 80 000 m³/s) e ampiezza del bacino dopo il Rio delle Amazzoni, e il primo al mondo come profondità, che, nel suo punto massimo, raggiunge i 220 m.

Dà il suo nome alla Repubblica Democratica del Congo, nel cui territorio scorre quasi interamente, e alla Repubblica del Congo, oltre che all'antico Regno del Congo e alla provincia Angolana di Zaire. Tra il 1971 e il 1997 il governo dell'allora Zaire indicava il fiume con il nome Zaire.

## Corso
Le sorgenti del Congo si trovano sulle pendici meridionali del monte Musofi, nel massiccio dei monti Mitumba, al confine tra Repubblica Democratica del Congo e Zambia, e più precisamente nella regione del Katanga, circa 100 km a ovest del capoluogo della provincia, Lubumbashi. Nel primo tratto del suo corso il fiume è chiamato Lualaba e scorre dapprima verso nord nei pressi dei laghi Lac Upemba e Kisale. A circa 150 km a nord di questi riceve da destra le acque del fiume Luvua-Luapula-Chambeshi, entrando in seguito nell'ampia depressione congolese dove scorre verso nord fino alle cascate Boyoma nei pressi di Kisangani. Nella parte nord-est del paese nella zona di Kisangani il fiume Congo non è più navigabile e dei banchi di roccia poco profondi trasformano questo tratto di fiume in "rapide" chiamate Wagenya.
Superate le cascate il Congo, che assume il nuovo nome, inizia a scorrere lentamente, allargandosi fino a toccare i 16 km di ampiezza. Il fiume curva gradualmente verso sud-ovest e, attraversata la città di Mbandaka, si unisce al fiume Ubangi. Da qui forma il confine naturale fra la Repubblica Democratica del Congo e la Repubblica del Congo e poco più a sud vi confluisce il fiume Kwa-Kasai, il secondo affluente in ordine di grandezza. In seguito si espande a formare una palude nota come Pool Malebo, dove si trovano le città capitale di Kinshasa e Brazzaville; da qui in poi il fiume si restringe e forma una serie di 32 cateratte in profondi canyon, collettivamente conosciute con il nome di cascate Livingstone, che superano un dislivello di 275 metri, attraversa quindi le città di Matadi e Boma, formando un grande estuario che si estende per circa 160 km, attraverso il quale sfocia infine nei pressi della piccola città di Muanda, sull'oceano Atlantico.

## Esplorazione
La foce del Congo fu già avvistata nel 1482 dal portoghese Diogo Cão e nel 1816 una spedizione del Regno Unito risalì il fiume fino alla città di Isangila. L'esploratore Henry Morton Stanley fu il primo europeo a navigare il fiume per intero e scoprì che il Lualaba non era la sorgente del Nilo come in quel tempo alcuni credevano.

## Navigabilità e sfruttamento
Il Congo è navigabile quasi completamente e con le ferrovie che ora scavalcano le tre principali cascate, gran parte della merce dell'Africa centrale, tra cui rame, olio di palma, zucchero, caffè e cotone, viene trasportata su di esso. Il fiume è anche potenzialmente utilizzabile come sorgente di energia idroelettrica, e la diga Inga sotto la laguna di Malebo è la prima a sfruttare il fiume in questo senso. Nel febbraio 2005, la compagnia elettrica nazionale del Sudafrica, Eskom, annunciò la proposta di aumentare drasticamente la capacità della diga Inga. Il progetto porterebbe la diga ad una potenza massima di 40 GW ed una produzione di 260 TWh/anno, il doppio della diga delle tre gole cinese.

## Affluenti

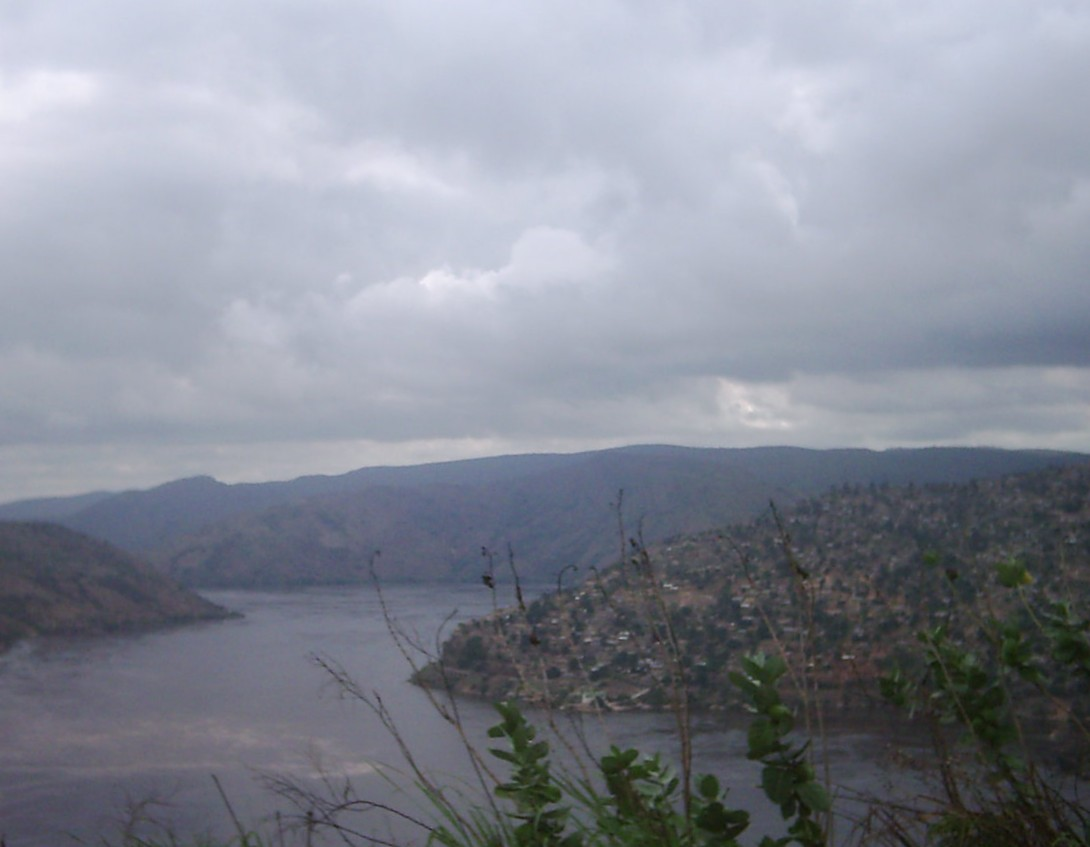
Fiume Congo a Matadi

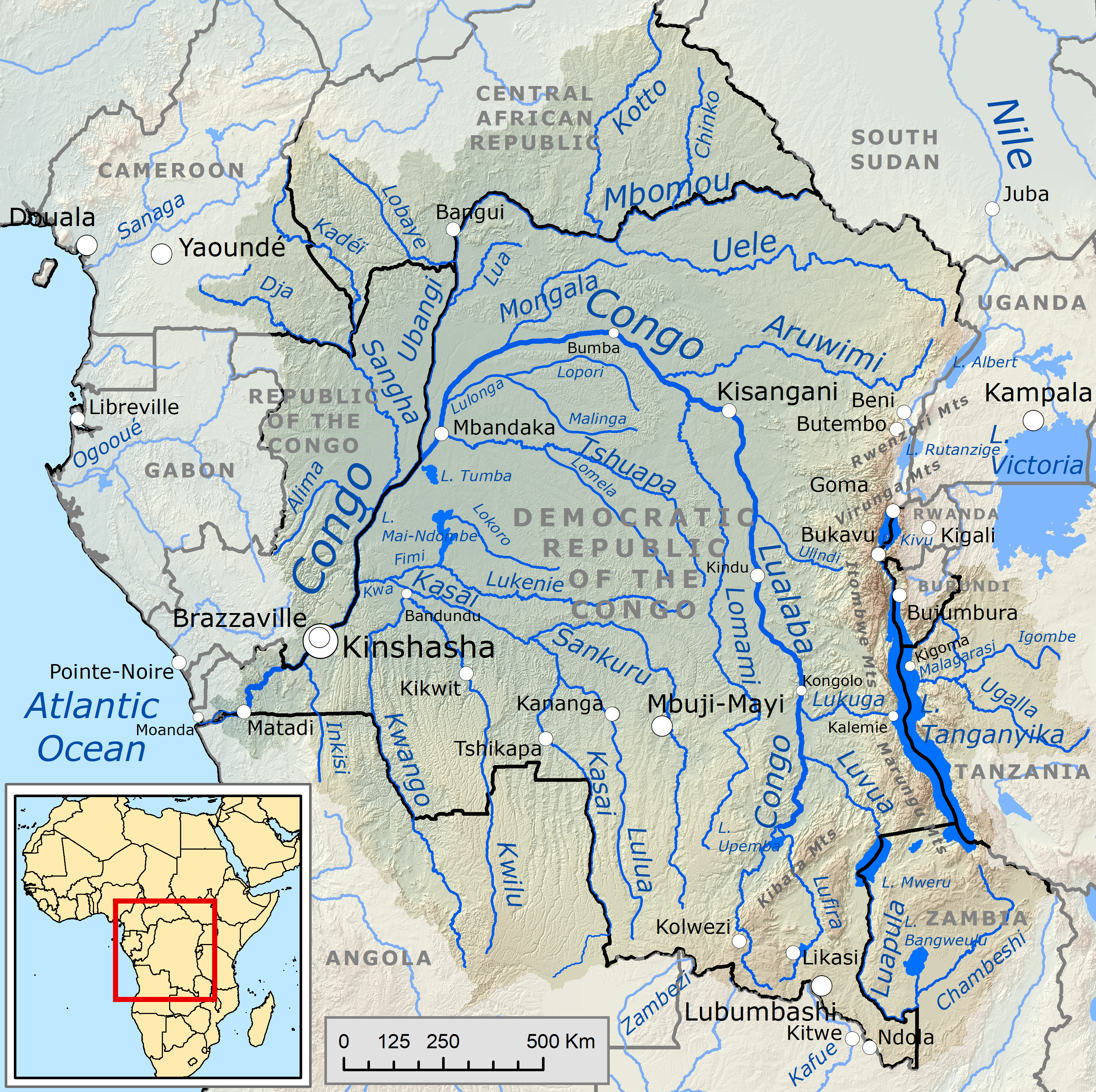
Bacino del Congo

Come fiume Lualaba (dalla sorgente fino a Kisangani):
- Luapula, poi Luvua
- Lukuga
- Luana
- Elila
- Lowa
- Lindi

Come Alto Congo (da Kisangani e Mbandaka):
- Lomami
- Ituri poi Aruwini
- Rudi
- Mongala
  - Ebola
- Giri
- Lulonga (risultato dell'unione del Maringa e del Lolopori)
  - Maringa
  - Lopori
  - Ikelemba

Come Medio Congo (da Mbandaka a Brazzaville e Kinshasa):
- Ruki
  - Tshuapa
    - Lomela

  - Momboyo
- Ubangi ou Oubangui, nella Repubblica del Congo (risultato dell'unione dell'Uele e del Mbomou)
  - Uele
  - Mbomou
- Sangha
  - Kadeï
  - Ngoko
- Lokoro
- Kasaï o Rio Casai, in Angola
  - Fimi
  - Kwango
    - Wamba

  - Kwilu
  - Sankuru
  - Lulua
  - Tshikapa
- Ndjili
  - Lukaya
- N'sele

Come Basso Congo (da Brazzaville e Kinshasa fino alla foce):
- Inkisi
- M'pozo

## Città principali
- Boma
- Bumba
- Brazzaville
- Kinshasa
- Kisangani
- Matadi
- Mbandaka